# جورج كلارك (مهندس)
جورج كلارك (بالإنجليزية: George Clark)‏ هو سائق سباق ومهندس أمريكي، ولد في 22 مارس 1890 في تلسا في الولايات المتحدة، وتوفي في 17 أكتوبر 1978 في فورت وورث في الولايات المتحدة.

## روابط خارجية
- جورج كلارك على موقع DriverDB.com (الإنجليزية)